# 1756 w muzyce

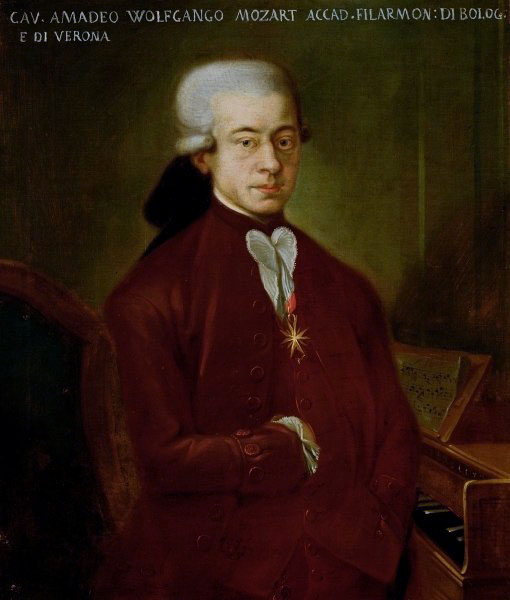
Wolfgang Amadeus Mozart

Wydarzenia muzyczne w 1756 roku.

## Urodzili się
- 22 stycznia – Vincenzo Righini, włoski kompozytor i śpiewak (tenor) (zm. 1812)
- 27 stycznia – Wolfgang Amadeus Mozart, austriacki kompozytor (zm. 1791[1])
- 30 stycznia – Joseph Preindl, austriacki kompozytor, organista, dyrygent i teoretyk muzyki (zm. 1823)
- 8 kwietnia – Joseph Gehot, belgijski kompozytor i skrzypek (zm. ok. 1820)
- 13 maja – Wojciech Żywny, polski pianista czeskiego pochodzenia, kompozytor i pedagog (zm. 1842)
- 2 czerwca – Jan Wański, polski skrzypek i kompozytor (zm. ok. 1830)
- 14 czerwca – Jan Baptysta Kleczyński, polsko-austriacki skrzypek, dyrygent i kompozytor (zm. 1828)
- 20 czerwca – Joseph Martin Kraus, niemiecko-szwedzki kompozytor epoki klasycyzmu (zm. 1792)
- 14 sierpnia – Olof Åhlström, szwedzki kompozytor, organista i wydawca (zm. 1835)
- 8 września – Anton Teyber, austriacki kompozytor i organista (zm. 1822)
- 2 października – Józef Jawurek, polski kompozytor pochodzenia czeskiego, pianista, dyrygent i pedagog (zm. 1840)
- 30 grudnia – Pavel Vranický, austriacki kompozytor, dyrygent i skrzypek czeskiego pochodzenia (zm. 1808)

## Zmarli
- 25 stycznia – Christian Vater, niemiecki budowniczy organów (ur. ok. 1679)[2]
- 10 kwietnia – Giacomo Antonio Perti, włoski kompozytor (ur. 1661)
- 13 kwietnia – Johann Gottlieb Goldberg, niemiecki kompozytor i klawesynista (ur. 1727)
- 17 czerwca – Marc-Antoine de Dampierre, francuski arystokrata, kompozytor i wojskowy (ur. 1678)
- 26 października – Johann Theodor Roemhildt, niemiecki kompozytor i kapelmistrz okresu baroku (ur. 1684)